# 東京駅お忘れ物預り所
『東京駅お忘れ物預り所』（とうきょうえきおわすれものあずかりしょ）は、2007年から2014年までテレビ朝日系「土曜ワイド劇場」で放送されたテレビドラマシリーズ。全7回。主演は高嶋政伸。
東京駅構内の遺失物預り所を舞台に、ひとつの遺失物にまつわる殺人事件の謎を解く、職員の活躍を描く。
実在の東京駅お忘れ物承り所は、東京駅1階日本橋口改札外に所在する。

## 登場人物

### 東京駅お忘れ物預り所
望月幸平
演 - 高嶋政伸（幼少期：鳥居颯〈第6作・第7作〉）
職員。嶋田家の2階に間借りしている。
仕事熱心からか、よく持ち場を離れてお客様の「忘れ物」を探しにフラフラと出掛けてしまう悪いクセがある。実は彼自身が「忘れ物」であり、幼い頃ある駅に母親に置き去りにされたという経験を持つが故の行動であり、忘れ物（たとえそれが犯人の遺留品であろうが）は持ち場以外の場所であろうが探し出して回収して持ち主に返さないと気が済まない。
村尾由希子
演 - 櫻井淳子
職員。第1作の冒頭で2年間の旅券売場勤務から異動になる。彼女自身は「本社に戻りたい」と思っているために、職場に対する不満を口にすることも多い。実は博多出身。
西口武志
演 - 近藤公園（第2作）
職員。冒頭で小原からお忘れ物預り所への異動を命じられる。
出口一郎
演 - 辻本祐樹（第3作）
職員。
北口幸夫
演 - 前田健（第4作・第6作・第7作）
職員。
嶋田満江
演 - 高橋ひとみ
助役。東京駅お忘れ物預り所の責任者であり、福男の妻。福男を完全に尻に敷き、家庭でも職場でも優位を保っている。
嶋田福男
演 - 北村総一朗
職員。満江の夫。いつも居眠りばかりしているため、他の職員の間では「ヒマダ」と称されている。自分の浮気が原因で妻の満江には頭が上がらない。浮気がバレて以来、別居状態。

### 東京駅職員
小原昇一
演 - 佐戸井けん太（第1作・第2作）
副駅長。お忘れ物預り所の職員たちを見下している節がある。
大口康夫
演 - マギー（第1作・第5作）
駅員。お忘れ物預り所に来ては、大口ならぬ「無駄口」ばかり叩いているため、副駅長に叱られてばかりいる。
田代宏子
演 - 福島まり子（第6作・第7作）
清掃員。

### その他
松子
演 - 矢野いづみ（第5作 - 第7作）
忘れ物をしては騒ぐ、お騒がせ主婦。

### ゲスト
第1作「大分発寝台特急「富士」連続殺人!! 夜行列車から殺人予告の手紙が!? 死んだ女の謎の落とし物…」（2007年）
- 里村千秋（宮内と千代子の娘・クラブ「KING」ホステス） - 井上晴美（幼少期：小池里奈）
- 滝本修（滝本工芸 主人） - 木下ほうか
- 広坂洋介（東亜物産 社員・真奈美の婚約者） - 鷲生功
- 八木真奈美（広告代理店「ミリオンエージェンシー」従業員） - 岩本千春
- 小暮高彦（警視庁丸ノ内南警察署 刑事） - 伊藤洋三郎
- 渡辺清二（警視庁丸ノ内南警察署 刑事） - 尾崎右宗
- 17年前の籠城犯 - 関根大学
- マンション「ドムール三鷹」管理人 - 野添義弘
- 拾った携帯を預けに来た男性 - 酒井一圭
- 初老の男 - 住吉正博
- 倉田昭子（寝台特急「富士」乗客） - 池田道枝
- 栗原民代（認知症の老女） - 五十嵐美恵子
- 武本礼子（民代の娘） - 元井須美子
- 真奈美の高校時代の美術部顧問 - 秋吉左近
- 広告代理店「ミリオンエージェンシー」従業員 - 財前真由美
- 千秋が10年前に住んでいたアパート大家 - 宮崎裕子
- イヤリングを落とした女性 - 廣瀬佳子
- 里村千代子（宮内の元妻・九重公民館の管理人・17年前死亡） - 松尾晶代
- 鑑識員 - 菊池隆志
- 金子（退職日に女性社員からバラを貰った男性） - 鈴木信明
- 宮内英治（民政党代議士） - 勝部演之

第2作「寝台特急サンライズ瀬戸〜暁の殺人トリック!!」（2008年）
- 渡辺恵（旅紀出版社 記者） - 酒井美紀
- 加納幹也（旅紀出版社 編集長） - 羽場裕一
- 木原澄夫（恵と進一の父・木原手打うどん 元主人） - 鶴田忍
- 田沢宗雄（警視庁東中野警察署 主任） - 中西良太
- 伊藤和也（警視庁東中野警察署 刑事） - 遠山俊也
- 林志乃（ホステス） - 田村友里
- 天野健次（金貸し） - 浪花勇二
- 君原美那子（スナックのママ・澄夫の元同棲相手） - 伊佐山ひろ子
- 吉永（湯元ことひら温泉「琴参閣」フロント） - 尾崎右宗
- 鑑識 - 藤岡太郎
- ポーチを拾った女性 - 未向
- 山口スエ（巾着袋を落とした老婆） - 久松夕子
- アルバム落とした少年 - 井桁雅貴
- 澄夫の過去を知っている男性 - 小西金太郎
- 長谷川（香川県警高松警察署 刑事） - 福本誠
- 木原進一（恵の兄・13年前死亡） - 村田祥悟
- 木原幸枝（恵と進一の母・澄夫の妻・故人） - 勇家寛子
- 平林弘太朗、長谷太郎、坂東和彦、橋本竜太、小松洋子、大路正和、細谷紗羅

第3作「寝台特急『北陸』〜裏切りの13番ホーム!!」（2009年）
- 原田賢一（おわら酒造本社 社員） - 大浦龍宇一
- 西野妙子（康之の秘書） - 筒井真理子
- 伏見康之（おわら酒造東京支社 支社長） - 春田純一
- 工藤哲夫（富山県警富山東警察署 主任） - でんでん
- 相沢早苗（去年鑑別所から出てきた少女） - 仲村瑠璃亜
- 伏見初枝（康之の母・おわら酒造 社長） - 馬渕晴子
- 増岡裕介（富山県警富山東警察署 刑事） - 乃木涼介
- 富山県警富山東警察署 女性警察官 - 弘中麻紀
- 伏見明日香（康之と聡子の娘・6年前事故死） - 飯塚奏音
- 林洋子（東京駅清掃員） - 中島マリ
- 寝台特急「北陸」車掌 - 佐伯新
- 早苗の保護司 - 藏内秀樹
- 富山北病院 医師 - 木村靖司
- 警視庁捜査一課 刑事 - 浜幸一郎、佐川和正、和田光司
- 財布を落とした夫婦 - 菊池隆志、佐藤智美
- 伏見聡子（康之の妻・麻布中央総合病院 看護師） - 藤真利子
- 清水幹生、ピコ、平林弘太朗、花井映子

第4作「全長6400メートル 銚子電鉄殺人ルート!!」（2010年）
- 真鍋千春 - 高野志穂
- 岩村哲雄（銚子鉄道 元運転士） - 下條アトム
- 杉本祐介（医師） - 田中実
- 沢田奈津子（杉本の婚約者） - 遠野なぎこ
- 栗本友子（嶋田満江の叔母） - 大島蓉子
- 真鍋江利子（千春の姉） - 冨樫真
- 栗本誠二（友子の夫・刑事） - 渡辺哲
- 真鍋光雄（江利子と千春の父・15年前死亡） - 河野洋一郎
- 津山実 - 新納敏正
- マツコ - あじゃ
- 野々村公之（刑事） - 尾崎右宗
- タクシー運転手 - 佐野元哉
- 中真千子、松本じゅん、奥原千加、鈴木弘秋、仲恭司、大出勉、佐々木麻美、倉増仁志、中山遥日、橋本千笑、成嶋こと里、岡けんじ

第5作「滋賀しがらき〜登り窯に殺意の炎!!」（2012年）
- 箕島早紀（ホステス） - 井上和香（幼少期：齋藤美咲）
- 田辺勲（楽斎窯主人） - 斎藤洋介
- 兵藤和晃（兵藤家の養子・沢井の遠縁） - 福井博章
- 木村麻美（和晃の恋人・元モデル） - 松尾れい子
- 兵藤敦夫（兵藤製陶 社長・婿養子・旧姓「沢井」） - エド山口
- 榎本理恵子（早紀の養母・おふくろの味「酒処りえ子」女将・去年癌で死亡） - 斉藤レイ（少女期：高木咲良）
- 谷山（警視庁築地中央警察署 刑事） - 諏訪太朗
- 森川（警視庁築地中央警察署 刑事） - 平野貴大
- 小野（滋賀県警信楽警察署 刑事） - 荒谷清水
- 浜口（滋賀県警信楽警察署 刑事） - 崔哲浩
- 忘れ物をしたサラリーマン - 針原滋
- 信楽高原鉄道の車掌 - 内藤和也
- ホステス - 秋定里穂、相馬絵美
- 近所の男 - 田中登志哉
- 土産物屋「丸五商店」主人 - 野口貴史
- 早紀の父 - 松原正隆
- リポーター - 旗本由紀子
- 兵藤澄子（敦夫の妻） - 丘みつ子
- 片岡泰浩（兵藤製陶 社長秘書） - 国広富之（幼少期：西田裕将）

第6作「大井川鉄道SL“かわね路”2分間の空白!!」（2013年）
- 柴田美奈子（ケアハウス家山の介護福祉士・康子の実娘） - 宮本真希（幼少期：兵頭莉音）
- 正岡和也（ケアハウスグループ「シルバーキャッスル」幹部） - 菅原大吉
- 五十嵐貞夫（静岡県警島田北警察署 警部・加東の元部下） - 片桐竜次
- 村川吾郎（ケアハウス家山の介護福祉士） - 大熊ひろたか
- 富山（静岡県警島田北警察署 刑事） - 浅野雅博
- 静岡県警島田北警察署 刑事 - 西岡秀記、鍛治直人
- レイジ（落ちていた財布を届けた青年） - 長村航希
- 新聞の集金 - 沢井正棋
- 岡田チエ（列車の乗客） - 久松夕子
- 熱海駅駅員 - 鬼頭真也
- 瀬尾（静岡県警島田北警察署 刑事） - 岩田翼
- 美濃部（ケアハウス家山のスタッフ） - 赤木悠真
- 「かわね路2号」車掌 - 高草量平
- 加東秀治（ケアハウス家山の入居者・元刑事） - 寺田農
- 宮本康子（ケアハウス家山の入居者・元看護師・美奈子の実母） - 赤座美代子
- 殿山末雄（ケアハウス家山の入居者・嶋田夫妻の結婚式の主賓） - 山本學
- 森崎静代（ケアハウス家山の園長） - 松原智恵子

第7作「南紀白浜〜特急くろしお号12分間の殺意!!」（2014年）
- 山崎美里（弘樹の妻・村尾由希子の大学時代の友人） - 葉月里緒奈（少女期：安養寺可蓮）
- 井山吾郎（井山リゾート 社長・入婿・山崎寝屋子） - 蟹江一平（少年期：吉柳竜樹）
- 山崎弘樹（レオンステージ不動産 元共同経営者・山崎寝屋子） - 東根作寿英（少年期：大野真矢）
- 井山正則（井山リゾート東京支社 専務） - 尾関伸嗣
- 吉野和彦（レオンステージ不動産 社長・山崎寝屋子） - RIKIYA（少年期：増田隼也）
- 長谷川卓也（漁師・山崎寝屋子） - 山崎潤
- 山崎初枝（昭一の妻・弘樹の母） - 紅萬子
- 山崎翼（美里と弘樹の息子） - 鳥居颯
- 三田正樹（警視庁八重洲中央警察署 警部） - 坂西良太
- 春日澄夫（和歌山県警察 刑事） - 安藤一夫
- 野島（預り所の客） - 斉藤清六
- 重森（警視庁八重洲中央警察署 刑事） - 田中伸一
- 川辺（和歌山県警察 刑事） - 西沢仁太
- 丸井（駅員） - 山根誠示
- 犬塚（鑑識） - 内藤邦秋
- 井山（正則と美智子の父・井山リゾート 先代社長） - 窪田弘和
- 井山美智子（吾郎の妻・正則の姉・去年死亡） - 中村彩実
- アナウンサー - 小峯さなえ
- 杉浦奈那子（レオンステージ不動産 営業部長） - 高橋かおり
- 山崎昭一（弘樹の父・漁師） - 中原丈雄

## スタッフ
- 脚本 - 坂田義和（第1作）、寺田敏雄（第2作・第3作）、奥村俊雄（第4作）、いずみ玲（第5作）、安井国穂（第6作 - ）
- 音楽 - 吉川清之（第2作 - ）
- 監督 - 吉田啓一郎
- 選曲 - 合田麻衣子（第2作 - ）
- 技術協力 - オーエイギャザリング、ブル、Wing-T
- 照明協力 - ラ・ルーチェ（第4作 - ）
- 編集・MA - バウムレーベン、東映ラボ・テック
- 協力 - 東日本旅客鉄道、西日本旅客鉄道（第2作・第3作・第7作）、四国旅客鉄道（第2作）、高松琴平電気鉄道（第2作）、東葉高速鉄道（第4作）、銚子電気鉄道（第4作）、信楽高原鐵道（第5作）、大井川鐵道（第6作）
- プロデュース - 佐藤涼一、上阪久和（第1作 - 第4作）、横塚孝弘、高野照子（第3作）
- 制作 - テレビ朝日、東映

## 放送日程
| 話数 | 放送日         | サブタイトル                                                                            | 脚本     | 視聴率 |
| ---- | -------------- | --------------------------------------------------------------------------------------- | -------- | ------ |
| 1    | 2007年05月05日 | 大分発寝台特急「富士」連続殺人!! 夜行列車から殺人予告の手紙が!? 死んだ女の謎の落とし物… | 坂田義和 | 16.3%  |
| 2    | 2008年10月25日 | 寝台特急サンライズ瀬戸〜暁の殺人トリック!!                                              | 寺田敏雄 | 13.4%  |
| 3    | 2009年07月11日 | 寝台特急『北陸』〜裏切りの13番ホーム!!                                                  | 寺田敏雄 | 13.2%  |
| 4    | 2010年07月03日 | 全長6400メートル 銚子電鉄殺人ルート!!                                                   | 奥村俊雄 | 12.2%  |
| 5    | 2012年07月07日 | 滋賀しがらき〜登り窯に殺意の炎!!                                                        | いずみ玲 | 13.5%  |
| 6    | 2013年06月29日 | 大井川鉄道SL“かわね路”2分間の空白!!                                                     | 安井国穂 | 14.0%  |
| 7    | 2014年04月12日 | 南紀白浜〜特急くろしお号12分間の殺意!!                                                  | 安井国穂 | 09.9%  |

- 視聴率はビデオリサーチ調べ、関東地区・世帯

## 遅れネット
- 山陰中央テレビジョン放送では、第2作を2010年5月9日の「TSKワイド劇場」枠(13:00 - 14:55)で放送している。
- 大分朝日放送では、第1作を2015年4月16日の「傑作ワイド劇場」枠(14:00 - 15:52)で放送している。